# タナー・マグワイア
タナー・マグワイア（Tanner Maguire、1998年7月15日 - ）は、アメリカ合衆国の俳優。

## 出演作品
- 疑惑の男　ドリュー・ピーターソン
- ＣＳＩ：ニューヨーク7
- かみさまへのてがみ
- Dr.HOUSE　―ドクター・ハウス― シーズン6
- ブラザーズ＆シスターズ シーズン4
- ママと恋に落ちるまで シーズン4
- ゴースト　～天国からのささやき シーズン4
- ママと恋に落ちるまで シーズン3
- コラムニスト：サラの選択（ヨサイア）
- ママと恋に落ちるまで シーズン2